# San Mango Piemonte
San Mango Piemonte er en by i Campania, Italien med 2.598 (2023) indbyggere.